# Американская трагедия (фильм, 2000)
«Американская трагедия» (англ. American Tragedy) — американский телефильм, режиссёра Лоуренса Шиллера, снятый по материалам собственной книги «American Tragedy: The Uncensored Story of the Simpson Defense», написанной в соавторстве с Джеймсом Уиллвертом и изданной в 1996 году. Книга, в свою очередь, основана на реальном уголовном процессе над О. Джеем Симпсоном, обвинённым в убийстве своей бывшей жены Николь Браун Симпсон и её друга Рональда Голдмана. Премьера состоялась в ноябре 2000 года на канале CBS.

## Описание
В июне 1994 года — киноактёру и бывшему профессиональному футболисту О. Джею Симпсону было предъявлено обвинение в двойном убийстве — его бывшей жены Николь и её друга Рональда Голдмана. Симпсон нанимает большую команду адвокатов, во главе с Робертом Шапиро, в которую входят: адвокат-ветеран по уголовным делам Ф. Ли Бэйли, эксперты по ДНК Барри Шек и Питер Нойфелд, апелляционный советник Алан Дершовиц, Джерри Уэлман и другие.
Когда Симпсон начинает сомневаться в способности Шапиро выиграть дело, из-за неуверенности того в невиновности Симпсона, на первый план, в лидеры команды выдвигается адвокат по гражданским правам Джонни Кокран. Все юристы начинают споры между собой, какой стратегии защиты придерживаться в зале суда и за его пределами.

## В ролях
- Винг Рэймс — Джонни Кокран[англ.]
- Рон Сильвер — Роберт Шапиро[англ.]
- Бруно Кёрби — Барри Шек[англ.]
- Дэррил Алан Рид — Карл Дуглас[англ.]
- Николас Прайор — Джерри Уэлман[англ.]
- Роберт Люпон[англ.] — Роберт Кардашян
- Рубен Сантьяго-Хадсон — Кристофер Дарден
- Диана Ламар — Марша Кларк
- Сандра Проспер[англ.] — Шон Чэпмен[англ.]
- Клайд Кусацу[англ.] — судья Лэнс Ито[англ.]
- Кристофер Пламмер — Ф. Ли Бэйли[англ.]
- Ричард Кокс[англ.] — Алан Дершовиц
- Рэймонд Форчион[англ.] — О. Джей Симпсон
- Сандра Тигпен — Джанетт Харрис
- Корделия Ричардс — Джо-Эллан Димитриус
- Френсис Гинан[англ.] — Билл Ходжман
- Джефф Кобер — Билл Пэйвлик
- Питер Маккензи[англ.] — Билл Блэйзер
- Джим Лау — доктор Генри Ли
- Меган Холавэй[англ.] — Сара Каплан
- Рикки Климан[англ.] — в роли самой себя
- Чармэйн Круз — Конни Чунг[англ.]
- Фред Грэхэм[англ.] — в роли самого себя
- Дэвид Марголик[англ.] — в роли самого себя
- Харви Левин[англ.] — в роли самого себя
- Зои Тур — в роли самой себя
- Андре Рози Браун — Рози Гриер[англ.]
- Алисия Р. Коул — Пэт Харви[англ.]
- Мэри Грэйди — Трейси Сэвадж[англ.]
- Скотт Клейс[англ.] — Питер Нойфелд[англ.]
- Кристофер Джон Филдс — Мэттью Шварц
- Иэн Патрик Уильямс — Гил Гарсетти[англ.]
- Фил Краули — Марк Фурман[англ.] (озвучивание)
- Кейт Макнил — доктор Кларксон
- Родни Солсберри[en] — голос О. Джея Симпсона
- Элисон Троув — Линель Шапиро

## Награды и номинации
Премия «Золотой глобус»-2001:
- Лучший актёр второго плана в телесериале, мини-сериале, или телефильме — Кристофер Пламмер (номинация)[2]

Премия «Спутник»-2001:
- Лучший мини-сериал (награда)[3]

Премия Гильдии художников-постановщиков США-2001:
- Лучшая работа художника в телефильме или мини-сериале — Майкл Боф (постановщик), Джек Г. Тейлор (арт-директор) (номинация)[4]

Премия Американского общества специалистов по кастингу (Artios Awards)-2001:
- Лучший кастинг для ммни-сериала — Джудит Холстра (номинация)[5]